# Bad and Boujee
Singles de Migos featuring Lil Uzi Vert
Cocoon
(2016) T-Shirt
(2017)
Bad and Boujee est une chanson du groupe de hip-hop Migos en featuring avec Lil Uzi Vert sortie en octobre 2016, issue de leur deuxième album studio Culture.
Très apprécié de la scène rap, les premières paroles du refrain sont devenues par ailleurs un mème célèbre de la communauté Black Twitter.
En novembre 2020, le clip vidéo atteint le milliard de visionnages sur YouTube.

## Classement hebdomadaire
| Classement (2016)                  | Meilleure position |
| ---------------------------------- | ------------------ |
| États-Unis (Billboard Hot 100)     | 1                  |
| États-Unis (Hot R&B/Hip-Hop Songs) | 1                  |
| France (SNEP)                      | 91                 |